# Hybomitra captonis
Hybomitra captonis är en tvåvingeart som först beskrevs av Marten 1882.  Hybomitra captonis ingår i släktet Hybomitra och familjen bromsar. Inga underarter finns listade i Catalogue of Life.